# Alberto Loddo
Alberto Loddo (* 5. Januar 1979 in Cagliari) ist ein ehemaliger italienischer Radrennfahrer.
Im Frühjahr 2001 gewann er die Coppa San Geo, eines der wichtigsten Amateurrennen in Italien. Das Rennen Giro delle Tre Provincie gewann er ebenfalls 2001. Alberto Loddo begann seine Profikarriere 2002 bei dem italienischen Radsportteam Lampre-Daikin. Er konnte gleich zu Beginn der Saison eine Etappe der Katar-Rundfahrt gewinnen. Diesen Erfolg wiederholte er im folgenden Jahr und entschied auch die Gesamtwertung für sich. Außerdem gewann er im selben Jahr eine Etappe der Algarve-Rundfahrt. Ab 2004 fuhr er ein Jahr für die spanische Mannschaft Saunier Duval-Prodir. Ab 2006 fuhr Loddo für das kolumbianische Professional Continental Team Selle Italia-Diquigiovanni. Er gewann eine Etappe bei der Vuelta al Táchira und eine beim Circuit Cycliste Sarthe. Beim Giro d’Italia 2006 zeigte der Sprinter sich bei den Massenankünften ganz vorne, sein bestes Resultat wurde der dritte Platz auf der vierten Etappe.
Wegen eines erhöhten Wertes von Koffein wurde Alberto Loddo 2003 nach der Algarve-Rundfahrt mit einem Monat Sperre und einer Zahlung von 2000 Schweizer Franken bestraft.
Nachdem Loddo kein Team für die Saison 2011 gefunden hatte, beendete er seine Karriere als Berufsradfahrer.

## Erfolge
2002
- eine Etappe Katar-Rundfahrt

2003
- Gesamtwertung und eine Etappe Katar-Rundfahrt
- eine Etappe Algarve-Rundfahrt

2006
- eine Etappe Vuelta al Táchira
- vier Etappen Vuelta Ciclista Por Un Chile Líder
- eine Etappe Circuit Cycliste Sarthe

2007
- eine Etappe Vuelta al Táchira
- fünf Etappen Tour de Langkawi
- eine Etappe Vuelta a La Rioja
- eine Etappe Asturien-Rundfahrt

2008
- eine Etappe Katar-Rundfahrt
- eine Etappe Tour de Langkawi
- Mannschaftszeitfahren Settimana Ciclistica Lombarda

2009
- zwei Etappen Vuelta a Venezuela

2010
- zwei Etappen Tour de San Luis
- eine Etappe Giro di Sardegna